# سیبان‌دره
سیبان‌دره روستایی از توابع بخش چندار شهرستان ساوجبلاغ در استان البرز ایران است. 
این روستا در فاصله ۳۵ کیلومتری شهر کرج واقع است. 
در روستای سیبان‌دره زبان آذری رایج است.

## جمعیت
این روستا در دهستان برغان قرار دارد و براساس سرشماری مرکز آمار ایران در سال ۱۳۸۵، جمعیت آن ۷۲ نفر (۲۷خانوار) بوده‌است.
روستای سیبان‌دره در شمال غرب استان البرز و در رشته کوه‌های البرز و در شمال غرب شهر کرج و شمال شرق شهر هشتگرد قرار دارد. ارتفاع روستا از سطح دریا ۱۷۹۰ متر می‌باشد.
رودخانه هزاربند از غرب روستا می‌گذرد. این روستا در سال ۱۳۸۵ به عنوان منطقه نمونه گردشگری از سوی هیئت دولت تصویب گردید.